# Araneus huahun
Araneus huahun Levi, 1991 è un ragno appartenente alla famiglia Araneidae.

## Distribuzione
L'olotipo femminile è stato rinvenuto in una località dell'Argentina centromeridionale: nei pressi di Huahun, nella provincia di Neuquén.
Sono stati rinvenuti altri esemplari anche in Cile

## Tassonomia
Non sono stati esaminati esemplari di questa specie dal 1991
Attualmente, a dicembre 2013, non sono note sottospecie